# سایاکا آکیموتو
سایاکا آکیموتو (انگلیسی: Sayaka Akimoto؛ زادهٔ ۲۶ ژوئیهٔ ۱۹۸۸) خواننده و بازیگر ژاپنی است. او عضو پیشین گروه موسیقی آیدل ای‌کی‌بی ۴۸ بود. او به عنوان بازیگر در آثار سینمایی ژاپنی و آمریکایی ظاهر شده است که از جمله نقش‌آقرینی‌های او در هالیوود می‌توان به بازی در فیلم تک‌تیرانداز: پایان آدمکش (۲۰۲۰) اشاره کرد.